# 馬路須加學園系列
《馬路須加學園系列》（日语：／ Majisuka gakuen Shirīzu */?）是由日本大型偶像組合企劃AKB48集團擔綱演出的電視劇和舞台劇系列作品，以高中不良少女的奮鬥生活為故事主題。現播出7季，前3季由東京電視台製播，第4季起改由日本電視台製播。另有一部外傳電視劇，以及兩部舞台劇。

## 作品一覽

### 電視連續劇
1. 《馬路須加學園》（マジすか学園） - 由東京電視台於2010年1月9日 - 3月27日，在電視劇24時段（每週星期五24:12 - 24:53，JST）播出，共12集。主演為前田敦子。
2. 《馬路須加學園2》（マジすか学園2） - 由東京電視台於2011年4月16日 - 7月2日，在電視劇24時段（每週五24:12 - 24:53，JST）播出，共12集。由前田敦子主演。
3. 《馬路須加學園3》（マジすか学園3） - 由東京電視台於2012年7月14日 - 10月6日，在電視劇24時段（每週五24:12 - 24:53，JST）播出，共12集。主演為島崎遙香。
4. 《馬路須加學園4》（マジすか学園4） - 由日本電視台於2015年1月20日 - 3月31日，在每週一24:59 - 25:29（JST）播出，共10集。主演為宮脇咲良與島崎遙香。Hulu在電視首播前提前線上播出。
5. 《馬路須加學園5》（マジすか学園5） - 由日本電視台於2015年8月25日起，在每週一24:59 - 25:29（JST）播出。主演為島崎遙香、宮脇咲良、橫山由依。Hulu全季播出，日本電視台礙於劇情尺度只播至第二集，第三集開始僅在Hulu播出。
6. 《陪酒須加學園》（キャバすか学園） - 由日本電視台於2016年10月30日 - 2017年1月15日，在每週日24:59 - 25:25（JST）播出。主演為宮脇咲良。Hulu同步播出，並在電視首播後提前播出第二集。
7. 《馬路無理學園》（マジムリ学園） - 由日本電視台於2018年7月25日 - 9月26日，在每週三24:59 - 25:29（JST）播出。主演為小栗有以[1]。Hulu同步播出，並在電視首播後提前播出第二集。

### 單集電視劇
1. 《馬路須加學園0 木更津亂鬥篇》（マジすか学園0 木更津乱闘編） - 由日本電視台於2015年11月29日播出。Hulu在電視首播前提前線上播出。為馬路須加學園4及5的前傳。主演為HKT48。

### 舞台劇
1. 《馬路須加學園 〜京都・血風修學旅行〜》（マジすか学園 〜京都・血風修学旅行〜） - 於2015年5月14日 - 19日，在AiiA Theater Tokyo（日语：アイアシアタートーキョー）演出，由橫山由依與松井玲奈共同主演。劇情接續馬路須加學園2，同時為4的前傳。
2. 《馬路須加學園 ～Lost In The SuperMarket～》（マジすか学園 〜Lost In The SuperMarket〜） - 於2016年7月25日 - 8月5日，在赤坂ACT劇場演出，由柏木由紀主演。劇情接續馬路須加學園5，描述5結局一年後的故事。

## 外部鏈結
- 馬路須加學園 （页面存档备份，存于）
- 馬路須加學園2 （页面存档备份，存于）
- 馬路須加學園3 （页面存档备份，存于）
- 馬路須加學園4 （页面存档备份，存于）
- 馬路須加學園5 （页面存档备份，存于）
- 舞台劇 馬路須加學園
- 陪酒須加學園 （页面存档备份，存于）
- 馬路無理學園 （页面存档备份，存于）